# Arvid Lindau

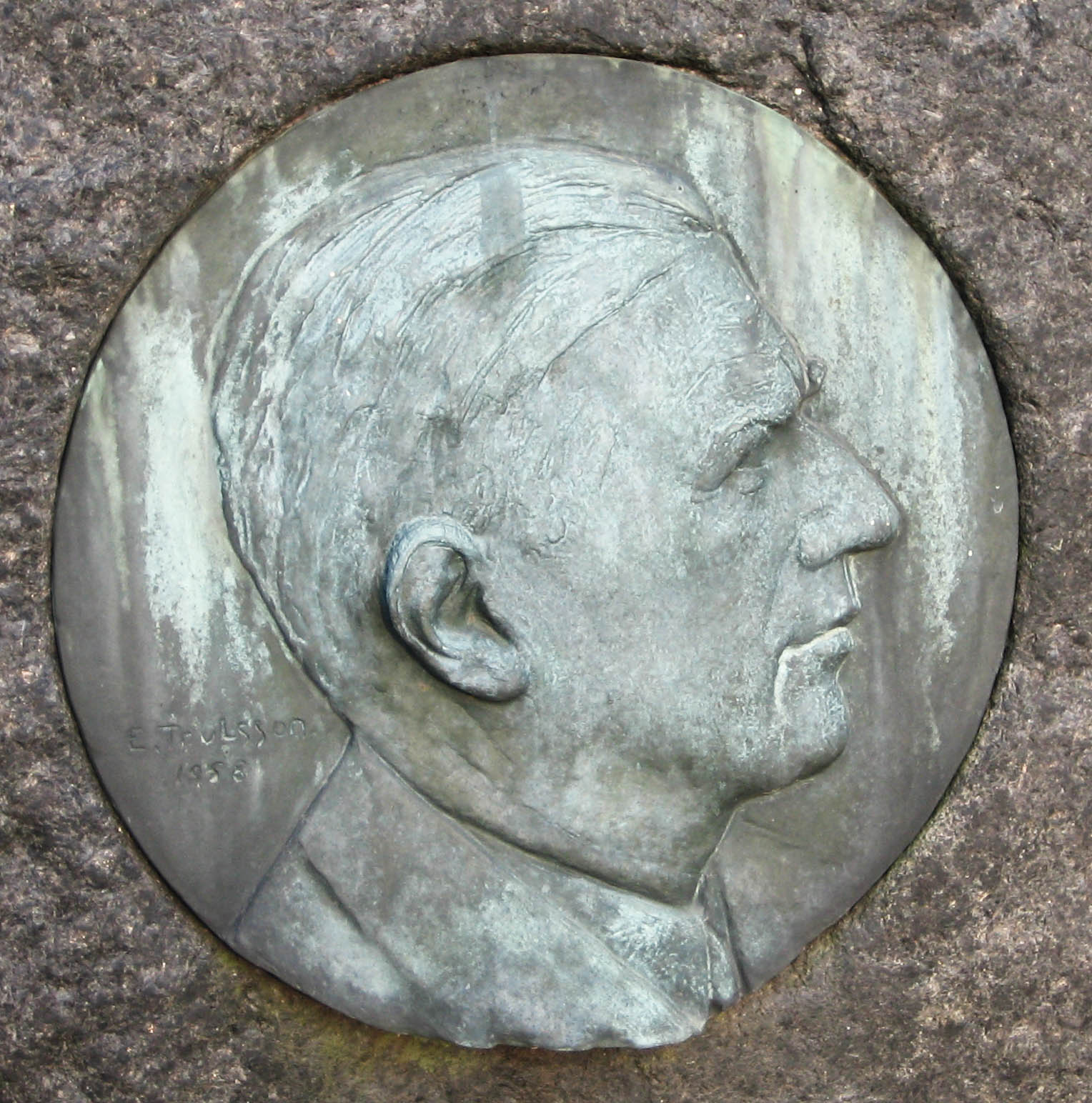
Medalion z grobowca

Arvid Vilhelm Lindau (ur. 23 lipca 1892 w Malmö, zm. 7 września 1958 w Lund) – szwedzki lekarz, patolog i bakteriolog; jeden z odkrywców choroby nazwanej chorobą von Hippla-Lindaua. 
Arvid Lindau był synem lekarza wojskowego. Też zdecydował się być lekarzem i studiował medycynę w Lund, dyplom ukończenia studiów otrzymał w 1923 roku, a doktorat obronił w 1926. Specjalizował się w patologii i bakteriologii na Instytucie Karolinska w Sztokholmie i na Uniwersytecie w Lund. Pracował w wielu ośrodkach europejskich, a także w Stanach Zjednoczonych na Uniwersytecie Harvardzkim w latach 1931-32 dzięki stypendium fundacji Rockefellera. Jako patolog pracował w Lund od 1918 do 1933 roku, od 1924 do 1934 roku miał posadę lekarza wojskowego. W 1933 roku objął profesurę na Wydziale Patologii Ogólnej, Bakteriologii i Nauk o Zdrowiu w Lund, zastępując Johna Forssmana. W 1944 został dyrektorem Instytutu Bakteriologii i Anatomii Patologicznej w Lund. Opublikował ponad 40 prac z dziedziny bakteriologi, neurologii i patologii. Jego praca doktorska Studien über Kleinhirncysten. Bau, Pathogenese und Beziehungen zur Angiomatosae retinae dotyczyła związku między naczyniakami siatkówki a naczyniakami zarodkowymi ośrodkowego układu nerwowego, zwłaszcza móżdżku; opisana przez niego i Eugena von Hippla jednostka chorobowa znana jest dzisiaj jako choroba von Hippla-Lindaua. Lindau zmarł w wieku 67 lat z powodu zatorowości płucnej.